# جولي بلاكمون
جولي بلاكمون (بالإنجليزية: Julie Blackmon)‏ هي مصورة أمريكية، ولدت في 1966 في سبرينغفيلد في الولايات المتحدة.